# Ã
Ã (gemenform: ã) är en portugisisk bokstav som markerar att a:et skall uttalas nasalt. Se vidare Õ, Ñ och Ẽ.
Bokstaven förekommer i alfabeten för flera andra språk än portugisiskan. I bland annat guaraní används bokstaven på samma sätt som i portugisiskan.